# Jaroslav Němčík
Jaroslav Němčík (20. března 1933 – ?) byl český fotbalista a trenér. Bydlel v Ostravě.

## Hráčská kariéra
V československé lize hrál za Baník Ostrava, aniž by skóroval (16.11.1952–18.05.1958). V nejvyšší soutěži začínal jako útočník, později nastupoval v obraně.

### Prvoligová bilance
| Ročník             | Zápasy | Góly | Minuty | Klub              |
| ------------------ | ------ | ---- | ------ | ----------------- |
| I. liga 1952       | 1      | 0    | 45     | ZSJ Baník Ostrava |
| I. liga 1953       | 4      | 0    | 315    | DSO Baník Ostrava |
| I. liga 1956       | 1      | 0    | 90     | DSO Baník Ostrava |
| I. liga 1957/58    | 19     | 0    | 1 661  | TJ Baník Ostrava  |
| CELKEM I. ČS. LIGA | 25     | 0    | 2 111  |                   |

## Trenérská kariéra
Po skončení hráčské kariéry se stal trenérem. V Baníku Ostrava se podílel na výběru talentované mládeže.